# MDK
MDK é um jogo eletrônico em terceira pessoa, desenvolvido pela Shiny Entertainment em 1997. Lançado inicialmente para PC e Macintosh, também foi adaptado para Playstation meses depois. Foi um dos primeiros jogos para plataforma Pentium ou superior, e um dos ultimos a renderizar o motor de jogo apenas em software, sem exigir uma GPU. A trilha sonora do jogo foi lançada separadamente algum tempo depois, com relativo sucesso.

## Enredo
Em MDK, o personagem principal, Kurt Hectic, deve salvar a Terra de uma invasão alienígena. O objetivo do jogador é guiar Kurt Hectic até uma nave espacial e matar o piloto, um extraterrestre. Para isso, Kurt conta com a ajuda de armas poderosas de alto poder de destruição.
Kurt nunca quis ser um herói, pois estava satisfeito com sua vida. Infelizmente, não era esse seu destino.
Ele era um simples zelador que ganhava a vida limpando a área de trabalho do excêntrico Dr. Fluke Halkins, que, cansado com os insultos dos colegas de trabalho, criou uma nave espacial chamada Jim Dandy e, junto com seu fiel ajudante Kurt, foi para a escuridão do espaço. O Dr. Halkins criou um cachorro robô de quatro braços e duas pernas que falava, e deu o nome "Bones" (no entanto, o cão preferia o nome Max).
Dias se tornavam semanas, que se tornaram meses e nada… até que um dia alienígenas de uma estranha dimensão atacaram a Terra explorando todos os recursos naturais e, ao mesmo tempo, destruindo tudo.
O Dr. Halkins, ao se deparar com a situação, se revoltou e criou a mais poderosa e perigosa invenção, a Coil Suit. Com armas de alcance da 2 km de distância e um paraquedas, Kurt tinha que pular de até as poderosas instalações da City Minecrawlers.
Sua missão é destruir os pilotos de cada nave até derrotar o líder da operação alienígena Gunter Glut.